# Всеобщие выборы в Эквадоре (1978—1979)
Всеобщие выборы в Эквадоре проходили в 1978 и 1979 годах. Первый тур президентских выборов проводился 16 июля 1978 года, а второй тур прошёл вместе с парламентскими выборами 29 апреля 1979 года. В результате победу одержал Хайме Рольдос Агилера от Объединения народных сил, получивший 68,5 % голосов во втором туре. На парламентских выборах победила Социал-христианская партия, получившая 29 из 69 мест.
Это были первые всенародные президентские выборы с 1968 года, ознаменовавшие начало национального политического этапа, получившего название «Возвращение демократии».

## Предыстория и ход выборов
Выборы проходили по Закону о выборах, принятому с добавлением переходных положений, которые препятствовали участию в выборах бывшим президентам. Это затронуло Х. М. Веласко и К. Х. Аросемену, которые пользовались хорошей популярностью. Также были добавлены требования по происхождению кандидатов, что напрямую повлияло на бывшего мэра Гуаякиля Асада Букарама, который имел наибольшие шансы на победу на выборах (его родители были ливанцами по происхождению).
Политическая ситуация осложнилась убийством политического лидера и кандидата в президенты от правоцентристского Альфаристского радикального фронта Абдона Кальдерона Муньоса. Некоторые признаки указывали на министра правительства генерала Боливара Харрина Кахуэньяса как на организатора преступления. Хотя его вина не могла быть полностью доказана, генерал и бывший министр был приговорён к 12 годам лишения свободы на основании косвенных улик во время президентства Хайме Рольдоса Агилеры.
Избирательная кампания проходила под давлением военной диктатуры, которая постоянно меняла правила проведения выборов и затрудняла проведение кампании некоторыми кандидатами. Выступления кандидатов были сосредоточены в основном на восстановлении полной демократии и улучшении положения в экономике, переживавшей кризис после нефтяного бума 1970-х годов.
Пока производился подсчет голосов в первом туре, правящий военный триумвират реорганизовал Высший избирательный трибунал. Результаты 1-го тура были обнародованы только в ноябре 1978, почти через четыре месяца после проведения выборов, что породило подозрения в фальсификации результатов.
2-й этап кампании начался в декабре 1978, но выборы состоялись только 29 апреля 1979, почти через пять месяцев после объявления результатов 1-го тура.
22 июня 1979 в соответствии с Верховным декретом № 3481 было объявлено, что с 10 августа 1979 новоизбранный президент Хайме Рольдос Агилера вступит в должность.

## Результаты

### Президентские выборы
| Кандидат                             | Партия                                     | 1-й тур   | 1-й тур | 2-й тур   | 2-й тур |
| Кандидат                             | Партия                                     | Голоса    | %       | Голоса    | %       |
| ------------------------------------ | ------------------------------------------ | --------- | ------- | --------- | ------- |
| Хайме Рольдос Агилера                | Объединение народных сил                   | 381 215   | 27,7    | 1 025 148 | 68,5    |
| Сиксто Дюран-Бальен                  | Социал-христианская партия                 | 328 461   | 23,9    | 471 657   | 31,5    |
| Рауль Клементе Уэрта                 | Эквадорская радикальная либеральная партия | 311 983   | 22,7    |           |         |
| Родриго Борха Севальос               | Демократические левые                      | 165 258   | 12,0    |           |         |
| Абдон Кальдерон                      | Альфристский радикальный фронт             | 124 347   | 9,0     |           |         |
| Рене Мауге                           | Эквадорская социалистическая партия        | 65 187    | 4,7     |           |         |
| Недействительных/пустых бюллетеней   | Недействительных/пустых бюллетеней         | 199 915   | –       | 184 481   | –       |
| Всего                                | Всего                                      | 1 576 366 | 100     | 1 681 286 | 100     |
| Зарегистрированных избирателей/ Явка | Зарегистрированных избирателей/ Явка       | 2 088 874 | 75,46   | 2 088 874 | 80,5    |
| Источник: Nohlen                     |                                            |           |         |           |         |

### Парламентские выборы
| Партия                                                    | Национальный округ | Национальный округ | Национальный округ | Провинциальные округа | Провинциальные округа | Провинциальные округа | Всего мест |
| Партия                                                    | Голоса             | %                  | Мест               | Голоса                | %                     | Мест                  | Всего мест |
| --------------------------------------------------------- | ------------------ | ------------------ | ------------------ | --------------------- | --------------------- | --------------------- | ---------- |
| Объединение народных сил                                  | 445 229            | 30,9               | 4                  | 454 910               | 31,7                  | 25                    | 29         |
| Демократические левые                                     | 265 068            | 18,4               | 2                  | 212 091               | 14,8                  | 13                    | 15         |
| Социал-христианская партия                                | 123 411            | 8,6                | 1                  | 91 384                | 6,4                   | 2                     | 3          |
| Эквадорская радикальная либеральная партия                | 115 110            | 8,0                | 1                  | 138 456               | 9,7                   | 3                     | 4          |
| Эквадорская консервативная партия                         | 112 909            | 7,8                | 1                  | 126 942               | 8,9                   | 9                     | 10         |
| Революционная националистическая партия                   | 108 437            | 7,4                | 1                  | 65 150                | 4,5                   | 1                     | 2          |
| Демократическая институционалистская коалиция             | 90 277             | 6,3                | 1                  | 85 835                | 6,0                   | 2                     | 3          |
| Демократическое народное движение                         | 68 892             | 4,8                | 1                  | 70 590                | 4,9                   | 0                     | 1          |
| Народный демократический союз                             | 44 810             | 3,1                | 0                  | 64 249                | 4,5                   | 1                     | 1          |
| Национальная федерация веласкистов                        | 37 740             | 2,6                | 0                  | 42 840                | 3,0                   | 1                     | 1          |
| Социалистическая партия Революционного народного действия | 26 849             | 1,9                | 0                  | 37 596                | 2,6                   | 0                     | 0          |
| Эквадорское националистическое революционное действие     | –                  | –                  | –                  | 43 483                | 3,0                   | 0                     | 0          |
| Недействительных/пустых бюллетеней                        | 236 373            | –                  | –                  | 245 398               | –                     | –                     | –          |
| Всего                                                     | 1 675 195          | 100                | 12                 | 1 678 924             | 100                   | 57                    | 69         |
| Зарегистрированных избирателей/ Явка                      | 2 088 874          | 80,2               | –                  | 2 088 874             | 80,4                  | –                     | –          |
| Источник: Nohlen, IPU                                     |                    |                    |                    |                       |                       |                       |            |